# Tommy Talamanca
Tommaso „Tommy” Talamanca (ur. 1 stycznia 1973) – włoski muzyk, kompozytor i multiinstrumentalista, a także inżynier dźwięku i producent muzyczny, wirtuoz gitary. Tommy Talamanca znany jest przede wszystkim z występów w zespole Sadist, w którym gra na gitarze i instrumentach klawiszowych. Do 2010 roku wraz z zespołem nagrał m.in. sześć albumów studyjnych. Od 2010 roku jest członkiem heavymetalowej formacji Morgana. Z kolei w latach 2011-2014 wraz z basistą Jeroenem Paulem Thesselingiem i perkusistą Romainem Goulonem współtworzył grupę Nufutic. Talamanca był także członkiem zespołu Athlantis.
Jako producent muzyczny i inżynier dźwięku współpracował z takimi zespołami jak: Aeternal Seprium, Any Face, Autopsia, Black Propaganda, Conviction, Cripple Bastards, Dark Lunacy, Drastisch, Endless Pain, Geminy, Ghost Booster, Ghoul, Homicide Hagridden, Icethrone, Infection Code, Last Rites, Libria, Natron, Necromass, Nerve, Perseus, Quietflower, Sacradis, Synodik oraz Will 'o' Wisp.
Muzyk jest endorserem instrumentów firmy ViK Guitars.

## Wybrana dyskografia
Albumy solowe
- Na Zapad (2013, Nadir Music)[7]

Inne
- Will 'o' Wisp – Enchiridion (1997, Pick Up Records, gościnnie gitara)[8]
- Will 'o' Wisp -– Unseen (2001, Beyond Productions, gościnnie gitara)[9]
- Nerve – Getting Nervous (2007, Fisheye, gościnnie gitara)[10]
- Nerve – Hate Parade (2010, Nadir Music, gościnnie gitara, instrumenty klawiszowe)[11]
- Obscura – Omnivium (2011, Relapse Records, gościnnie gitara)[12]
- Aeternal Seprium – Against Oblivion's Shade (2012, Nadir Music, realizacja, miksowanie, mastering)[13]
- Necromass – Calix. Utero. Babalon. (2013, Funeral Industries, gościnnie instrumenty klawiszowe)[14]
- Any Face – Perpetual Motion of Deceit (2014, Nadir Music, inżynieria, miksowanie, mastering)[15]

## Teledyski
- „Vostok” (2013, reżyseria: F. Carobbio)